# Butter-Fly
「Butter-Fly」（バタフライ）は、千綿偉功により作詞・作曲された楽曲。歌手の和田光司がデビューシングルとしてリリースしたことで知られる。1999年4月23日にリリースされた。発売元はNECインターチャネル（現・ドリーミュージック / FEEL MEE）、販売元はキングレコード（NEDA-10001／再発：NECM-10014）。
本項ではリメイク作である「Butter-Fly〜Strong Version〜」「Butter-Fly〜tri.Version〜」「Seven〜tri.Version〜」についても解説する。

## 概要
和田のメジャーデビューシングルで、作詞・作曲は千綿偉功。当初千綿が歌うものと思い楽曲を提供したが、事務所の決断で和田が歌うことになった。表題曲は、テレビアニメ『デジモンアドベンチャー』オープニングテーマ。なお、和田は同アニメ第5作目の『デジモンセイバーズ』までは、全シリーズで主題歌を担当している。自身のシングルでは2番目の売上を記録。
- 発売当初は8cmシングルだったが、2004年8月1日にマキシシングルとして再リリースされた。
- タイトルの「Butter-Fly」は、漫画『デジモンアドベンチャー Vテイマー01』第22話のサブタイトルになっている。
- 和田の没後、2016年4月18日付でBillboard Japan Hot 100やBillboard Japan Hot Animationに初登場した[注 2]。
- 2017年2月18日にNHK BSプレミアムにて放送された生放送番組『カウントダウンLIVE アニソン ベスト100!』では5位にランクインした[1]。
- 2019年3月1日にニコニコ生放送・Youtube Liveにて発表された平成アニソン大賞にて1990年代特別賞を受賞した[2]。
- 2020年2月19日には「デジモンアドベンチャー LAST EVOLUTION 絆」の主題歌としてリリース。収録曲は1999年発売盤と変更はないが「Butter-Fly（ピアノ・ヴァージョン）」のイメージームービーを収録したDVDが付属している。
- 2020年9月6日にテレビ朝日系列にて放送された『国民13万人がガチ投票! アニメソング総選挙』では、第4位にランクインした[3]。

## 収録曲
全編曲：渡部チェル
1. Butter-Fly [4:18]
作詞・作曲：千綿偉功
  - 元々バラードが好きだった和田にとっては、初めて歌うロック・ナンバーとなった[4]。
2. Seven [4:17]
作詞・作曲：小山晃平
3. Butter-Fly（オリジナルカラオケ）
4. Seven（オリジナルカラオケ）

## 参加ミュージシャン
- Drums:そうる透（1,3）
- Bass：本杉光司（1,3）
- Guitar：加藤薫（1,2,3,4）
- Chorus：河野陽吾（1,3）

## タイアップ
- フジテレビ系アニメ『デジモンアドベンチャー』オープニングテーマ（#1）
- フジテレビ系アニメ『デジモンアドベンチャー』挿入歌（#1、#2）
- 東映配給アニメ映画『デジモンアドベンチャー ぼくらのウォーゲーム!』オープニングテーマ（#1）

## Butter-Fly〜Strong Version〜
「Butter-Fly〜Strong Version〜」（バタフライ ストロング・バージョン）は、2009年4月22日に発売された和田光司の10作目のシングル。発売元はティー ワイ エンタテインメント（旧・インデックスミュージック）、販売元はキングレコード。
デビュー満10周年を迎えることを記念して、デビューシングル「Butter-Fly」をリメイクしたシングル。リリースに際して、楽曲に新たなアレンジが施されたほか、ジャケットのデザインが新しくなった。

### 収録曲
1. Butter-Fly〜Strong Version〜 [4:30]
作詞・作曲：千綿偉功 編曲：渡部チェル
2. Seven〜10th Memorial Version〜 [4:37]
作詞・作曲：小山晃平 編曲：渡部チェル
3. Butter-Fly〜Strong Version〜 （Original Karaoke）
4. Seven〜10th Memorial Version〜 （Original Karaoke）

## 参加ミュージシャン
- Drums：小柳“Cherry”昌法
- Bass：寺沢功一
- Guitar/Chorus：河野陽吾

## Butter-Fly〜tri.Version〜
「Butter-Fly〜tri.Version〜」（バタフライ トライ・バージョン）は、2015年11月25日に発売された和田光司の14作目のシングル。発売元はドリーミュージックパブリッシング（ドリーミュージック子会社）、販売元はキングレコード。
2013年の活動再開後初となるシングル。アニメ『デジモンアドベンチャー』生誕15周年を記念して制作された新シリーズ『デジモンアドベンチャー tri.』の主題歌として、デビューシングル「Butter-Fly」を再びリメイクしている。

### 収録曲
1. Butter-Fly〜tri.Version〜 [3:47]
作詞・作曲：千綿偉功 編曲：玉木千尋
2. Butter-Fly〜tri.Version〜 （Original Karaoke） [3:43]

## Seven〜tri.Version〜
「Seven〜tri.Version〜」（セブン トライ・バージョン）は、2016年3月30日に発売された和田光司の15作目のシングル。発売元はドリーミュージックパブリッシング（ドリーミュージック子会社）、販売元はキングレコード。
『デジモンアドベンチャー tri.』の第2章エンディングテーマとして、デビューシングルのカップリング曲「Seven」を再びリメイクしている。
なお、ボーカルは新録ではなく2009年の「Seven〜10th Memorial Version〜」のものを使用。宮崎歩、AiMがコーラスとして参加している。
同年4月3日に和田は上咽頭がんにより死去。本作が生前最後の作品となった。

### 収録曲
1. Seven〜tri.Version〜 [4:14]
作詞・作曲：小山晃平 編曲：渡部チェル
2. Seven〜tri.Version〜 （Original Karaoke） [4:11]

## 収録アルバム
- Butter-Fly
all of my mind
The Best Selection〜Welcome Back!
デジモンアドベンチャー・シングルヒットパレード
デジモンアドベンチャー・ベストヒットパレード
デジモン挿入歌ベストエボリューション (ピアノバージョン)
DIGIMON HISTORY 1999-2006 ALL THE BEST
デジモンミュージック100タイトル記念作品 We Love DiGiMONMUSiC (原曲とカバーバージョン)
デジモン超進化ベスト!
デジモン超進化ベスト2!
デジモンオープニングベストスピリット (原曲の他、テレビサイズ版、劇場版で使用されたショート版3タイプ、ピアノ版も収録)
DIGIMON MOVIE SONG COLLECTION
re-fly
DIGIMON SONG BEST OF KOJI WADA
- Seven
all of my mind
The Best Selection〜Welcome Back!
デジモンアドベンチャー・シングルヒットパレード
デジモンアドベンチャー・ベストヒットパレード
デジモン挿入歌ベストエボリューション (アコースティックバージョン)
- Butter-Fly〜Strong Version〜
- Seven〜10th Memorial Version〜
- Butter-Fly〜tri.Version〜
DIGIMON SONG BEST OF KOJI WADA
- Seven〜tri.Version〜
DIGIMON SONG BEST OF KOJI WADA

## 「Butter-Fly」のカバー
- イーキン・チェン（鄭伊健）（広東語版 - 『自動勝利Let's Fight』） - アルバム『Beautiful Life』（2000年）に収録。
- 遠藤正明 - カバーアルバム『ENSON〜COVER SONGS COLLECTION Vol.1〜』（2008年）に収録。
- EIZO Japan - カバーアルバム『EIZO Japan 1』（2009年）に収録。
- 桃井はるこ - カバーアルバム『more&more quality RED〜Anime song cover〜』（2010年）に収録。
- 入野自由 - コンピレーション・カバーアルバム『新・百歌声爛 男性声優編』（2010年）に収録[注 3]。
- 影山ヒロノブ、May'n - ライブ『Animelo Summer Live 2011 -rainbow-』（2011年8月27日）にて歌唱。LIVE DVDに収録。
- 流田Project - カバーアルバム『流田PPP』（2012年）に収録。
- FEST VAINQUEUR - アルバム『V-ANIME ROCKS evolution』（2013年）に収録。
- Sea*A - アルバム『Sea*A』（2013年）にEnglish Versionとして収録。
- EMERGENCY - アルバム『ADM - Anime Dance Music produced by tkrism -』（2013年）に収録。
- Trefle - シングル『Butter-Fly/One Time』（2015年）に収録。
- GILLE - カバーアルバム『I AM GILLE． 4 〜Anime Song Anthems〜』（2015年）に収録。
- Afterglow［美竹蘭（佐倉綾音）］ - ゲーム『バンドリ! ガールズバンドパーティ!』（2017年）に収録[6]。
- 初音ミク - 初音ミクコラボプロジェクトとして登場[7]。
- 乙倉悠貴（中島由貴） - ゲーム『アイドルマスター シンデレラガールズ スターライトステージ』（2020年）に収録[8]。
- ANISAMA FRIENDS（angela（atsuko）、オーイシマサヨシ、奥井雅美、TrySail（麻倉もも、雨宮天、夏川椎菜）、FLOW（KOHSHI、KEIGO）） - アニメソングのライブイベント「Animelo Summer Live」が2025年8月の開催で20回目になるのを記念して編成されたユニット。「THE FIRST TAKE」で2025年8月15日22時に公開された動画で本曲のカバーを披露[9]。

## その他
- 2009年3月4日に、KONAMIからリリースされた音楽アーケードゲーム『pop'n music 17 THE MOVIE』にて、「Butter-Fly」が版権曲カテゴリの1曲として収録された[10]。ただし、和田本人によるバージョンではなく、タイトル表記は「Butter-FLY」となっている。
  - このバージョンは2012年4月18日にiOS用『REFLEC BEAT plus』の有料配信「ANIME PACK 02」、2012年11月21日稼働のアーケードゲーム『REFLEC BEAT colette』にも収録された。これらは「Butter-Fly」になっている。
- 作詞作曲者の千綿偉功もライブで頻繁にセルフカバーしている。2020年には自身のYouTubeチャンネルで弾き語り形式のフルコーラス版セルフカバー動画をアップロードしている。